# Herbert Küchler
Herbert Küchler (* 30. Dezember 1908 in Chemnitz; † 2. September 1964 in Karl-Marx-Stadt) war ein deutscher Schachspieler, Schachkomponist und Schachredakteur.

## Schachkomposition
Seine ersten Schritte machte Küchler im Chemnitzer Wochenschach, dem Organ des Gaues Chemnitz im Sächsischen Schachbund, das in der Allgemeinen Zeitung in Chemnitz erschien. Krankheitsbedingt musste er sich 1953 vom Wettkampfschach fernhalten und befasste sich seitdem mit der Schachkomposition intensiver.
Seit 1929 publizierte er etwa 400 Schachaufgaben, meist Zwei- und Mehrzüger sowie einige Selbstmattaufgaben. Dabei beschritt er häufig neue Wege.
|   | a | b | c | d | e | f | g | h |   |
| 8 |   |   |   |   |   |   |   |   | 8 |
| 7 |   |   |   |   |   |   |   |   | 7 |
| 6 |   |   |   |   |   |   |   |   | 6 |
| 5 |   |   |   |   |   |   |   |   | 5 |
| 4 |   |   |   |   |   |   |   |   | 4 |
| 3 |   |   |   |   |   |   |   |   | 3 |
| 2 |   |   |   |   |   |   |   |   | 2 |
| 1 |   |   |   |   |   |   |   |   | 1 |
|   | a | b | c | d | e | f | g | h |   |

Hier wird das Küchler-Thema dargestellt.
Lösung:
Weiß hat eine Batterie, das heißt in der Stellung ist durch einen Zug des Te5 ein Abzugsschach möglich. Allerdings scheitert ein sofortiger Abzug an Kxg5 und Weiß kann nicht im zweiten Zug matt setzen. Mit dem Schlüsselzug wird diese Batterie aufgehoben. Dies ist – vereinfacht gesagt – das Küchler-Thema.
1. Df7! droht Dxf5 matt

1. … Txg5 2. Te4 matt (Lf5 ist gefesselt)

1. … Lxe5 2. Txg4 matt

1. … Kxe5 2. Lb8 matt

1. … Kxg5 2. Txg4 matt

## Theoretiker und Autor
Zwei Aufsätze fanden in Fachkreisen Beachtung, 1955 Paradenwechsel im Dreizüger und seine thematische Wiederkehr und 1961 Batterieverzicht in logischer Form. Dieser Batterieverzicht wurde später Küchler-Thema genannt.
1960 gründete er zusammen mit Helmut Klug und Manfred Zucker eine Schachecke in der Regionalzeitung Volksstimme (Karl-Marx-Stadt), die am 1. Januar 1963 mit der Zwickauer Kreiszeitung Freie Presse fusionierte. Mit ihren wöchentlich erscheinenden Schachaufgaben wurde die Freie Presse vor allem zwischen 1970 und 1990 weltweit bekannt.

## Schachspieler
In jungen Jahren spielte Küchler für den Chemnitzer Schachverein Curt von Bardeleben. Er war mehrfacher Chemnitzer und Lübecker Stadtmeister. Im Nordmarkturnier 1942 in Hamburg wurde er Dritter hinter Alfred Brinckmann.
Aus Nachkriegszeiten sind von ihm ein Partiefragment einer Turnierpartie um die Meisterschaft von Chemnitz und eine Partie aus der Sachsenmeisterschaft 1950 überliefert.

## Privates
Küchler war von Beruf Schlosser, arbeitete ab 1936 in Lübeck, kehrte jedoch mit seiner Familie 1945 wieder in seine Heimatstadt zurück. Er spielte Violine. Zuletzt arbeitete er wegen eines Herzleidens als Betriebsschutz in einem Betrieb der Energieversorgung. Er verstarb an den Folgen eines Unfalls.